# IC 1276
IC 1276 (również Palomar 7) – gromada kulista znajdująca się w odległości około 17 600 lat świetlnych od Ziemi w kierunku konstelacji Węża, w jego ogonie. Została odkryta 10 kwietnia 1889 roku przez Lewisa Swifta. Niezależnie w 1952 roku gromadę tę odkrył George Abell i skatalogował w Katalogu Palomar jako Palomar 7.